# Erasto Cortés Juárez
Erasto Cortés Juárez (* Tepeaca, Puebla 26 de agosto de 1900 - Ciudad de México, 1972), fue un grabador, pintor, escritor y profesor. Considerado junto a Francisco Toledo como uno de los máximos representantes de las artes plásticas y gráficas del siglo XX en México. A lo largo de su vida desarrolló una intensa labor de producción, investigación y fomento de la técnica del grabado. Fue miembro titular y de número de la Academia de Artes.
El Colegio Eximio de San Pablo ubicado en la 7 Oriente n.º 4 de la ciudad de Puebla está dedicado desde el año 2000 a honrar su memoria con el Museo-Taller que lleva su nombre.

## Trayectoria
Apoyado por sus padres, el joven Erasto de 14 años, comenzó sus estudios en la Escuela Nacional de Bellas Artes en los años del auge cultural, que se dio entre 1917 y 1922, dentro marco del proyecto político de José Vasconcelos y que como resultado del rompimiento de los conceptos y técnicas, se abrieran escuelas de pintura al aire libre como la de Coyoacán en donde desarrolló su talento, posteriormente fue profesor de dibujo y pintura por más de treinta años en la Escuela de Artes Plásticas llamada La Esmeralda del INBAL y de la Escuela de Artes Plásticas de la UNAM. En 1934 se afilió junto a intelectuales como Rufino Tamayo y José María Orozco a la Liga de Escritores y Artistas Revolucionarios, que tenían como fin promover el ideario socialista.
Cortéz decidió abandonar para 1948 las técnicas tradicionales de óleo, lápiz y tinta china por considerarlas manifestaciones artísticas poco valoradas y divulgadas que en su opinión debían retomarse. Su primer grabado en madera fue expuesto en la segunda exposición colectiva del grupo revolucionario de pintores y escritores ¡30-30!, al cual pertenecía. A partir de esa fecha Cortéz comenzó a grabar y a investigar sobre grabado mexicano y para 1950 produjo la publicación en formato de álbum llamado Fisonomía de Animales con grabados en linóleo a mano con textos escritos del mismo artista, de la cual se han hecho dos ediciones.
Comenzó a participar en numerosas exposiciones colectivas de grabado tanto en México como en el extranjero, y presentó expósiciones individuales en la Galería de arte Contemporáneo y en la Galería de Arte Mexicano. Fue un miembro activo del famoso Taller de Gráfica Popular. Se distinguió en el campo de la historia y de la crítica de arte y en estas actividades colaboró en distintos diarios y revistas del país y al final perteneció al Salón de la Plástica Mexicana correspondiente al Instituto Nacional de Bellas Artes y de la Asociación Mexicana de Críticos de Arte.
A la muerte de Leopoldo Méndez en 1970, quien fue miembro fundador de la Academia de Artes, Erasto Cortés Juárez fue elegido para sustituirlo en la Sección de Grabado como Miembro Titular y de Número de esa institución.

## Obra
- Se distingue el álbum Fisonomías de Animales que contienen 40 grabados, México, 1950
- El Calendario Histórico Guanajuatense
- Héroes de la Independencia, La Reforma, La Revolución, grabados en linoleum de próceres y momentos históricos, publicado por la Universidad Autónoma de México.
- Viaje a Puerto Príncipe, Haití, con 12 grabados, México 1950
- El Grabado Contemporáneo, que consiste en 70 fichas biográficas de grabadores. Vol. 12 de la Enciclopedia Mexicana de Arte, 1951
- Historia del Grabado en México
- Homenaje al Pensamiento Liberal Mexicano
- Del dibujo al grabado, 833 piezas, exposición permanente en el Museo-Taller Erasto Cortés (Mutec)